# Декстер, Сэмюэл
Сэмюэл Декстер (англ. Samuel Dexter; 1761—1816) — американский государственный деятель, министр финансов США и военный министр в кабинете президента Джона Адамса.

## Биография
Сэмюэл Декстер родился в Бостоне в семье преподобного Сэмюэла Декстера. В 1781 году он окончил Гарвардский университет, а затем изучал право в Вустере под руководством Леви Линкольна, будущего генерального прокурора США. В 1784 году вступил в коллегию адвокатов, и начал практиковать в Луненберге, штат Массачусетс.
Декстер был избран в Массачусетсе в Палату представителей штата, где и служил с 1788 до 1790 года. После этого он был членом Палаты представителей США как Федералист, работая в 3-м Конгрессе. После этого был в Сенате с 4 марта 1799 года по 30 мая 1800 года (6-й Конгресс).
Во время дискуссии в Палате представителей по законопроекту о натурализации в 1795 году представитель Виргинии Уильям Брэнч Джайлс неоднократно предлагал, чтобы все иммигранты были обязаны принести клятву, отказавшись от любых дворянских титулов, которыми они владели. В ответ Декстер спросил: почему от католиков не требовалось отказываться от верности Папе, ведь духовенство на протяжении всей истории вызывало больше проблем, чем аристократия. Точка зрения Декстера вызвала ярость у Джеймса Мэдисона, защищавшего американских католиков, многие из которых, такие как Чарльз Кэрролл из Кэрролтона, были добропорядочными гражданами во время Американской революции и отмечал, что наследственные титулы в любом случае запрещены Конституцией.
В декабре 1799 года Декстер написал панегирик Джорджу Вашингтону после смерти последнего. Декстер проработал в Сенате менее года и ушёл в отставку, чтобы принять своё назначение военным министром США в администрации президента Джона Адамса. Во время своего пребывания в военном министерстве он призвал Конгресс разрешить выплаты полевым офицерам для службы в Генеральном штабе. Когда министр финансов Оливер Уолкотт-младший ушёл в отставку в декабре 1800 года, Адамс назначил Декстера временным министром, и Декстер работал на этом посту с 1 января по 13 мая 1801 года.
Поле избрания в марте 1801 года нового президента Томаса Джефферсона, Декстер согласился сохранить свои обязанности министра финансов в новом кабинете министров в течение первых двух месяцев, пока его приемник, Альберт Галлатин, не будет готов занять этот пост. В письме к жене от 5 марта 1801 года Галлатин сказал, что Декстер вел себя «с великой вежливостью».
Декстер вернулся в Бостон в 1805 году и возобновил юридическую практику. Он вышел из партии федералистов, и стал демократо-республиканцем, так как поддержал войну 1812 года. Безуспешно баллотировался в губернаторы штата Массачусетс в 1814, 1815 и 1816 годах.
Декстер был горячим сторонником движения за трезвость и председательствовал на первом официальном мероприятии организации в Массачусетсе. Он был также избран членом Американской академии искусств и наук в 1800 году.
Декстер умер 4 мая 1816 года незадолго до своего 55-летия и был похоронен на кладбище Маунт Оберн в Кембридже (штат Массачусетс).